# Franjo Kluz
Franjo F. Kluz [fránjo klúz], hrvaški častnik, vojaški pilot in narodni heroj Jugoslavije, * 19. september 1913, vas Jošik pri Bosanski Dubici, Avstro-Ogrska (danes Bosna in Hercegovina), † 14. september 1944 pri Omišu.
Kluz je bil prvi vojaški pilot vojnega letalstva NOVJ.

## Življenjepis
Kluz je bil član KPJ od 14. julija 1942. V narodnoosvobodilni boj se je vključil maja 1942. Za narodnega heroja je bil proglašen 18. maja 1948.
Leta 1931 je kot pilot s činom narednika končal šolo rezervnih častnikov Vojske Kraljevine Jugoslavije. Po napadu na Jugoslavijo in ustanovitvi NDH so ga leta 1941 vpoklicali v VL NDH. Bil je stacioniran v Banji Luki.
23. maja 1942 je, kot Čajavec pred njim, s svojim letalom Potez 25 iz Banje Luke prebežal v enote NOV in POJ v tedaj osvobojeni Prijedor. Z improviziranega letališča Urije pri Prijedoru je izvajal cel niz bojnih nalog. Pojava prvega letala je partizanskim borcem dala moč, sovražnika pa prestrašila. Najbolj znan je napad na ustaško kolono pri Orahovu 4. junija. Po 1. ofenzivi na Kozaro so letalo premestili pod Grmeč. Odtod je Kluz izvršil nekaj bojnih letov. Sovražnik je to letalo uničil 6. julija.
Postal je poveljnik za Bosansko Krajino in v tem času vstopil v KPJ. 14. oktobra je postal poveljnik prvega letalskega oporišča v Livnu. Po nemški ofenzivi je skupaj z 200 možmi odšel v Italijo, kjer so se začeli usposabljati in prejeli letala od RAF. Postal je član in nato poveljnik 1. lovske eskadrilje NOVJ. V 31. letu starosti je nemško topništvo pri Omišu sestrelilo njegov Spitfire.
Po njem se imenuje založniška hiša v Omišu in aero klub iz Zemuna, ter nekdaj tovarna oblačil iz Beograda.
18. maja 1948 je bil razglašen za narodnega heroja.